# Greip (satèl·lit)
Greip, també conegut com a Saturn LI (designació provisional S/2006 S 4), és un satèl·lit natural de Saturn. El seu descobriment va ser anunciat per Scott S. Sheppard, David C. Jewitt, Jan Kleyna, i Brian G. Marsden el 26 de juny de 2006, a partir d'observacions fetes entre el 5 de gener i l'1 de maig de 2006.
Greip té prop de 6 km de diàmetre, i orbita Saturn en una distància mitjana de 18.066.000 km en 906,556 dies, amb una inclinació de 172.7º respecte a l'eclíptica (159.2º respecte a l'equador de Saturn), en una direcció retrògrada i amb una excentricitat de 0,3735.
Va ser anomenat com a Greip, una geganta de la mitologia nòrdica